# Llista de Creus de Sant Jordi/2006/Persones

#### Persones
Informació actualitzada per un bot. Els canvis manuals es perdran quan s'actualitzi!
| Persona                       | Wikidata  | Descripció                                                                  | Ocupació                                                                                | Imatge |
| ----------------------------- | --------- | --------------------------------------------------------------------------- | --------------------------------------------------------------------------------------- | ------ |
| Johan Cruyff                  | Q17163    | futbolista i entrenador de futbol neerlandès                                | futbolista entrenador de futbol entrenador                                              |        |
| Franz-Paul Decker             | Q65821    |                                                                             | director o directora d'orquestra                                                        |        |
| Elisabeth Eidenbenz           | Q124448   | filantropa suïssa que creà la Maternitat d'Elna                             | professor infermer                                                                      |        |
| Isabel Coixet i Castillo      | Q232273   | directora de cinema, guionista i escriptora catalana                        | director de cinema guionista traductor escriptor productor executiu                     |        |
| Josep Maria Andreu i Forns    | Q285513   | poeta català                                                                | poeta escriptor                                                                         |        |
| Manuel Castells Oliván        | Q310161   | sociòleg i economista                                                       | professor ministre sociòleg filòsof escriptor                                           |        |
| Andreu Mas-Colell             | Q385512   | polític i econimista català                                                 | economista polític professor d'universitat                                              |        |
| Joan Massagué Solé            | Q462775   | científic i farmacèutic català                                              | farmacòleg farmacèutic professor d'universitat bioquímic                                |        |
| Barbara Hendricks             | Q807482   | soprano                                                                     | actor cantant d'òpera                                                                   |        |
| Josu Jon Imaz                 | Q953601   |                                                                             | químic polític                                                                          |        |
| Antònia Adroher i Pascual     | Q1708700  | mestra i activista política catalana, fundadora del POUM                    | pedagog polític                                                                         |        |
| Robert Hughes                 | Q1811222  | escriptor, historiador i crític d'art australià                             | historiador de l'art escriptor crític d'art presentador de televisió narrador guionista |        |
| Jordi Cervelló i Garriga      | Q2090080  |                                                                             | compositor pedagog violinista                                                           |        |
| Anna Balletbò i Puig          | Q2388908  | periodista i política catalana                                              | polític periodista advocat                                                              |        |
| Joan Colom i Altemir          | Q2546033  | fotògraf català                                                             | fotògraf                                                                                |        |
| Toti Soler                    | Q2618737  | guitarrista, cantant i compositor català                                    | cantautor guitarrista clàssic músic                                                     |        |
| Anna Maria Moix i Meseguer    | Q2844993  | escriptora catalana en castellà                                             | escriptor traductor escriptor de literatura infantil poeta                              |        |
| Carme Balcells i Segalà       | Q2939595  | agent literària catalana                                                    | editor agent literari                                                                   |        |
| Ricard Pérez Casado           | Q3066472  | polític valencià, alcalde de València entre 1979 i 1989                     | polític economista                                                                      |        |
| Josep Fontana i Làzaro        | Q3087837  | historiador català                                                          | historiador professor d'universitat escriptor                                           |        |
| Josep Maria Mestres Quadreny  | Q3098833  | compositor català                                                           | compositor                                                                              |        |
| Narcís Serra i Serra          | Q3178484  | polític i economista català                                                 | polític economista                                                                      |        |
| Vicente Rojo                  | Q3753365  | pintor, escultor i dissenyador gràfic                                       | escultor pintor dissenyador il·lustrador                                                |        |
| Odón Elorza González          | Q4892191  | polític basc                                                                | polític venedor advocat                                                                 |        |
| Domènec Fita i Molat          | Q4892859  | escultor, pintor, pintor de vidre i dibuixant català                        | escultor pintor                                                                         |        |
| Salvador Fà i Llimiana        | Q5492510  | coreògraf català                                                            | coreògraf                                                                               |        |
| Joana Raspall i Juanola       | Q5931584  | escriptora, lexicòloga i bibliotecària catalana                             | bibliotecari poeta escriptor novel·lista escriptor de contes                            |        |
| Antonina Rodrigo García       | Q8201111  | escriptora espanyola                                                        | escriptor biògraf historiador                                                           |        |
| Antonio Franco Estadella      | Q8201230  | periodista català                                                           | periodista professor d'universitat                                                      |        |
| Beatriz de Moura              | Q8245240  |                                                                             | editor traductor executiu d'empresa empresari                                           |        |
| Carme Solé i Vendrell         | Q8338642  | il·lustradora i escriptora catalana                                         | escriptor escriptor de literatura infantil il·lustrador pintor dibuixant investigador   |        |
| Enrique Badosa Pedro          | Q8776094  |                                                                             | escriptor traductor crític literari poeta                                               |        |
| Xavier de Godó i Muntanyola   | Q9011230  | empresari barceloní                                                         | empresari                                                                               |        |
| Joaquim Marco i Revilla       | Q9012154  | poeta espanyol                                                              | poeta escriptor crític literari professor d'universitat                                 |        |
| Miguel Beato del Rosal        | Q9032655  | metge i investigador espanyol                                               | metge                                                                                   |        |
| Miquel Roca i Junyent         | Q9033511  | polític i advocat català                                                    | polític advocat professor d'universitat jurista                                         |        |
| Oriol Maspons i Casades       | Q9053100  | fotògraf català                                                             | fotògraf                                                                                |        |
| Pilar Aymerich i Puig         | Q9059602  | fotògrafa catalana                                                          | fotògraf fotoperiodista                                                                 |        |
| Tomàs Alcoverro i Muntané     | Q9088232  | periodista català                                                           | periodista corresponsal a l'estranger jurista                                           |        |
| Francesc Abel i Fabre         | Q11013986 | metge, teòleg i jesuïta català. Pioner en el desenvolupament de la bioètica | metge                                                                                   |        |
| José Monleón Bennácer         | Q11034811 |                                                                             | escriptor director de teatre                                                            |        |
| Josefina Castellví i Piulachs | Q11037464 | oceanògrafa catalana                                                        | biòleg oceanògraf escriptor professor d'universitat                                     |        |
| Andreas Schleef               | Q11905489 |                                                                             | empresari                                                                               |        |
| Antón Pont i Amenós           | Q11906144 | empresari català                                                            | empresari                                                                               |        |
| Carmel Rosa Baserba           | Q11912512 |                                                                             | sindicalista periodista activista polític                                               |        |
| Daniel Fortuny i Pons         | Q11916570 |                                                                             | sacerdot                                                                                |        |
| Eulàlia Duran i Grau          | Q11921227 | historiadora catalana                                                       | historiador historiador de la literatura                                                |        |
| Jaime Arias Zimerman          | Q11927121 | periodista espanyol                                                         | periodista                                                                              |        |
| Jaume Tomàs i Sabaté          | Q11927377 | empresari català                                                            | empresari                                                                               |        |
| Jean-François Coche           | Q11927435 |                                                                             |                                                                                         |        |
| Joan Argenté i Artigal        | Q11927595 | poeta català                                                                | escriptor advocat poeta                                                                 |        |
| Manuel Castellet i Solanas    | Q11934939 | matemàtic català                                                            | catedràtic matemàtic                                                                    |        |
| Maria Lluïsa Oliveda Puig     | Q11935459 | actriu i directora teatral espanyola                                        | actor director de teatre                                                                |        |
| Marina Subirats i Martori     | Q11935544 | sociòloga i politica catalana                                               | sociòleg polític professor d'universitat filòsof                                        |        |
| Roser Bofill i Portabella     | Q11946303 | periodista espanyola                                                        | periodista                                                                              |        |
| Santiago Alcolea i Gil        | Q11947671 | historiador de l'art català                                                 | professor d'universitat escriptor historiador de l'art historiador                      |        |
| Sebastià Sorribas i Roig      | Q16946003 | escriptor català                                                            | escriptor novel·lista                                                                   |        |
| Lluís Martí Bielsa            | Q17033195 | activista polític català d'origen aragonès                                  | polític activista militant de la resistència pres polític                               |        |
| Raúl Padilla López            | Q17034842 |                                                                             | acadèmic                                                                                |        |
| Ramon Saladrigues i Fernández | Q17036729 |                                                                             | editor impressor activista cultural                                                     |        |
| Sebastià Salvadó Plandiura    | Q17036730 | empresari català                                                            | empresari                                                                               |        |
| Josep Fradera i Soler         | Q17044797 | dramaturg i promotor cultural català                                        | activista cultural dramaturg                                                            |        |
| Maria Antònia Canals i Tolosa | Q18222422 | mestra i matemàtica catalana, renovadora pedagògica                         | mestre d'escola matemàtic professor d'universitat                                       |        |
| Josep Vicente Romà            | Q19300722 | activista cultural i polític català                                         | polític activista cultural columnista                                                   |        |